# النيشان الملكي لكمبوديا
النيشان الملكي لكمبوديا (Khmer ؛ (بالفرنسية: Ordre royal du Cambodge)‏) كان نظامًا استعماريًا للفروسية في كمبوديا الفرنسية، ولا يزال مستخدمًا كترتيب الفروسية في مملكة كمبوديا الحالية.

## تاريخ

### المستعمرة
في عام 1845، أنشأت تايلاند وفيتنام محمية مشتركة على إمبراطورية الخمير القديمة. بدعم فرنسي، حصلت كمبوديا على استقلالها في عهد الملك نورودوم في عام 1864، ولكن كان عليه أن يقبل الحماية الفرنسية لكمبوديا وتدخلًا فرنسيًا قويًا في إدارة بلاده.
في 8 فبراير 1864، أسس الملك «وسام كمبوديا الملكي» على وسام الاستحقاق من خمس درجات. بعد عام 1896، منحت الحكومة الفرنسية وملوك كمبوديا لأنفسهم وسام كمبوديا. كان الرئيس الفرنسي محقًا في اختيار الصليب الكبير في النظام الملكي لكمبوديا. وخدم الأمر في التمييز بين المدنيين والجنود، رعايا الملك أو الغرباء، الذين جعلوا أنفسهم جديرين. في عام 1896، تم اعتماد الأمر رسميًا في النظام الاستعماري الفرنسي للفروسية.
بالنسبة للتعيينات الفرنسية، يجب أن يكون عمر المستلم 29 عامًا على الأقل وأن يدخل الأمر أولاً كفارس، ليتم ترقيته إلى درجة أعلى بعد فترة معينة. يمكن فقط لضباط Légion d'honneur أن يصبحوا قائدًا في الأمر ويمكن فقط لقادة Légion d'honneur أن يكونوا قادة أو ضباط في الأمر. بصرف النظر عن الأوسمة للشجاعة أو الجدارة خلال الحملات الأجنبية، تطلبت الأوامر الاستعمارية الفرنسية أيضًا قضاء عدد معين من السنوات في المناطق الاستوائية أو في الخارج ليكونوا مؤهلين - في هذه الحالة، ثلاث سنوات في الهند الصينية، ويفضل أن يكون ذلك في كمبوديا. من عام 1933، تم منح الأمر أيضًا لتنظيم المعارض المخصصة لكمبوديا والأحداث المقدسة المهمة للمستعمرات الفرنسية. لم يتم تطبيق أي من هذه القواعد على المنح من قبل ملك كمبوديا نفسه.
كانت الأوامر الاستعمارية والخارجية مشروطة على الفور بالأوامر الفرنسية وتم منحها بأوامر وزارية. لم يضطر الحاصلون على الجائزة إلى دفع تكاليف تسجيلهم ومؤهلاتهم فحسب، بل كان عليهم أيضًا شراء شاراتهم الخاصة.

### ما بعد الاستعمار
في عام 1948 توقفت فرنسا عن منح الأمر. من الناحية الرسمية، ظلت السياسة الاستعمارية الفرنسية، لكنها لم تمنحها الآن إلا من قبل ملك كمبوديا. كان النظام منذ ذلك الحين أحد الأنظمة التاريخية لفرنسا.
في 1 سبتمبر 1950، تم إصلاح نظام النظام الفرنسي (الاستعماري). تم إضفاء الطابع الرسمي على وسام نجمة أنجوان ووسام النجمة السوداء كأوامر فرنسية في الخارج. الثلاثة الآخرون هم «وسام الدول المرتبطة بالاتحاد الفرنسي» (بالفرنسية: "Ordre des États de l'Union Française Associés"). في عام 1955، نالت كمبوديا استقلالها. تمت الموافقة على الأمر من قبل الملك نورودوم سيهانوك أثناء حكومته ومنح أيضًا أثناء منفاه في بكين. حتى بعد استعادة سلالة الخمير ظلت أعلى تمييز كمبودي.

## درجات

### «الكرامات»
- جراند كروس

ميدالية تُلبس على شريط كبير في الورك الأيسر ونجمة تُلبس على يسار الأحجار الكريمة.
- ضابط كبير

ميدالية كبيرة على شريط حول العنق ونجمة الترتيب.

### ترقيات أخرى
- قائد

ميدالية كبيرة تلبس على شريط حول العنق.
- ضابط

ميدالية على وردة على الثدي الأيسر.
- فارس

ميدالية على شريط على صدرها الأيسر، بدون ذهب على الأحجار الكريمة.

## شارة

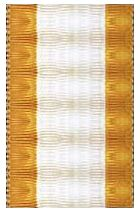
الشريط خلال الفترة الاستعمارية (1899-1948)

تأتي ميدالية الترتيب بأشكال مختلفة، مثل نجمة فضية أو ذهبية مستطيلة قليلاً يعلوها تاج كمبودي وصورة لتاج الملك وشعار النبالة باللون الذهبي على خلفية زرقاء بنفسجية ومحاطة بدائرة حمراء. يتم ترك مؤخرة الميدالية خشنة. للترويج للترتيب إذا تم منحه من قبل الفرنسيين، تم استبدال التاج الكمبودي بآخر أوروبي يعلوه صليب صغير، وفي السنوات الأولى تم منح الأمر حتى بدون أي تاج.
الصورة المركزية على نجمة الترتيب هي نفسها الميدالية، على الرغم من أن التاج مفقود والأشعة عادة ما تكون ناعمة. النجم ممدود، والأشعة الرأسية أطول من الأشعة الأفقية. شعارات الفرسان من الفضة، في حين أن الرتب العليا من الذهب. الميدالية والنجم متساويان للمدنيين والجنود. كان شريط الأمر في الأصل أخضرًا بحد أحمر، وتغير في عام 1899 إلى الأبيض بحدود برتقالية (في نفس العام غيرت الحكومة الفرنسية ألوان شرائط جميع الأوامر الاستعمارية الخمسة)، قبل العودة إلى الشريط الأسود الأصلي عندما أصبح أمرًا كمبوديًا بحتًا مرة أخرى.

## روابط خارجية
- الصور